# PGE Polska Grupa Energetyczna
PGE Polska Grupa Energetyczna S.A. (PGE SA hoặc PGE Group) là một công ty điện lực nhà nước và là công ty sản xuất điện lớn nhất ở Ba Lan. PGE được giao dịch trên Sàn chứng khoán Warsaw và có chỉ số là WIG30.
Công ty này được kiểm soát phần lớn bởi Kho bạc Nhà nước Ba Lan, tính đến ngày 9 tháng 7 năm 2014, Kho bạc sở hữu 58,39% cổ phần của công ty. Ngoài các hoạt động kinh doanh chính trong lĩnh vực sản xuất và phân phối điện, công ty này còn kinh doanh điện và các sản phẩm liên quan khác trên thị trường. Tổng doanh thu của công ty trong năm 2015 là 28,542 tỷ złoty.

## Lịch sử
Năm 1990, Tập đoàn PGE ban đầu được thành lập với tên là Polskie Sieci Elektroenergetyczne S.A. (tạm dịch là Công ty Điện lực Ba Lan S.A.). Năm 2007, Bộ phận khai thác hệ thống truyền tải (PSE) được tách ra khỏi tập đoàn PSE S.A. Vào ngày 9 tháng 5 năm 2007, Polska Grupa Energetyczna được thành lập bởi sự hợp nhất của PSE, PGE Energia SA và BOT Górnictwo i Energetyka S.A.. Ngày 6 tháng 11 năm 2009, IPO được mở tại Sàn giao dịch chứng khoán Warsaw. Ngày 19 tháng 3 năm 2010, có chỉ số là WIG20.

## Hoạt động
Tập đoàn PGE sở hữu hai mỏ than non lớn và hơn 40 nhà máy điện, trong đó có Nhà máy điện Bełchatów. Các nhà máy điện được cung cấp nhiên liệu chủ yếu bằng than cục và than non. Tập đoàn này bao gồm 8 công ty vận hành hệ thống phân phối, 8 công ty bán lẻ điện, 01 công ty bán buôn điện và các doanh nghiệp hoạt động trong các lĩnh vực khác (bao gồm cả viễn thông). PGE chiếm 38% thị phần trong sản xuất điện và ước tính đạt 30% thị phần cung cấp điện trong năm 2015.
Projects of this company are, among possible other sources, funded by mBank (2020)

## Năng lượng hạt nhân
Vào ngày 15 tháng 1 năm 2009, Tập đoàn đã công bố kế hoạch xây dựng hai nhà máy điện hạt nhân ở Ba Lan. Đồng thời tham gia vào dự án Nhà máy điện hạt nhân Visaginas.
Năm 2018, Chính phủ Ba Lan vẫn đang xem xét có nên xây dựng nhà máy điện hạt nhân hay không thì vào tháng 5 năm 2018, PGE quyết định thay đổi lĩnh vực đầu tư vào năng lượng gió ngoài khơi.

## Một số lĩnh vực khác
Tập đoàn đã mua bản quyền của PGE Arena Gdańsk, một sân vận động bóng đá ở Gdańsk, Ba Lan với giá 35 triệu złoty (khoảng 8,5 triệu euro) trong thời gian 5 năm. World Cup Speedway 2010 được đặt tên theo PGE. Tập đoàn cũng đã mua câu lạc bộ bóng chuyền PGE Skra Bełchatów.